# Ragnar Persson (längdskidåkare)
Ragnar "Föllinge-Persson" Persson, född 19 september 1938 i Gunnarvattnet, Hotagens socken i Jämtland, är en svensk längdåkare, sedan 1961 bosatt i Föllinge. 
Vid infarten till Föllinge finns sedan omkring 1990 en skulptur över honom,
som är skapad av Robert Eriksson.

## Meriter
- Svenska mästerskap:
  - 15 km - 1963, 1964, 1966
  - 30 km - 1963 (delat med Assar Rönnlund), 1968
  - 50 km - 1964
  - Stafett 3 x 10 km - 1965 (Föllinge IK), 1967 (Föllinge IK)
- Segrare i Holmenkollens 5 mil 1963
- Segrare vid Svenska skidspelen 1963 och 1964